# سمعان العاني
سمعان العاني مخرج مسرحي عراقي سعودي، درس المسرح في أكاديمية الفنون الجميلة في بغداد، وبعد تخرّجه التحق بالخدمة العسكرية الإلزامية 18 شهراً، ثم عمل في العراق سنة واحدة في تدريس التربية الفنية، ثم انتقل إلى السعودية طلباً للعمل في أواخر السبعينات الميلادية وبقي هناك منذ ذلك الحين، انضم إلى الجمعية العربية السعودية للثقافة والفنون، صدرت الموافقة الملكية على منحه الجنسية السعودية في شهر تشرين الثاني/نوفمبر سنة 2021 باعتباره من المميزين.

## البدايات
وتحدث العاني عن مرحلة قدومه إلى المملكة العربية لسعودية قائلاً: «لم أعرف ما هي الجهة المسئولة عن المسرح فقدمت أوراقي لوزارة الاعلام وكان ذلك في عام 1978م، وقابلت بعض المسئولين وقالوا انه ليس لديهم مسرح. وإذا ترغب العمل في التلفزيون عندنا وظيفة شاغرة في الدمام... في أحد الأيام كنت جالساً في مكتب د.عبد العزيز خوجة، دخل علينا الفنان عبد الرحمن الخطيب تعرفنا على بعض وعرض علي الحضور للجمعية خاصة أنهم بحاجة لمخرج وفعلاً ذهبت للجمعية ومنذ ذلك التاريخ ما زلت فيها حتى الآن».
ويضيف العاني: " لما حضرت للجمعية قابلت الأستاذ محمد الشدي والاستاذ أحمد السعد وحولوا أوراقي للأستاذ إبراهيم الحمدان الذي أراد أن يعمل لي اختباراً فأعطاني نص مسرحية قطار الحظ فطلبت منه مهلة يومين أو ثلاثة لأبلغه بالرد، بعدها أحضرت تقريراً شاملاً عن النص، ولاقى القبول تقريري وبدأنا في الإعداد والتحضير لهذه المسرحية وأذكر أن الفنان بكر الشدي شارك فيها وتعتبر أول عمل مسرحي له خارج الجامعة، ومعنا علي ابراهيم وعلي الهويريني وآخرون، وكانت مدة العرض ثلاث ساعات وأذكر أن صاحب السمو الملكي الأمير فيصل بن فهد رحمه الله حضر العرض كاملاً، ولاقت نجاحاً وإقبالاً جماهيريا كبيراً، ومن ثم توالت العروض المسرحية فقدمت منذ ذلك الوقت وحتى الآن أكثر من عشرين مسرحية منها الكرمانية، سقوط الحساب، ثلاثي النكد، تحت الكراسي، وطني، المهابيل، حلم الهمزاني، الارشيف، سكة سفر، المشعوذين".

## أعماله
- قطار الحظ: أول عمل مسرحي سعودي.[7] تأليف: إبراهيم الحمدان.
- الكرمانية
- سقوط الحساب
- تحت الكراسي: سنة 1985م.[8] تأليف: أحمد الدبيخي.[9]
- وطني
- المهابيل
- حلم الهمزاني
- الأرشيف
- سكة سفر
- المشعوذين
- السنين العجاف[10]
- عجب ومعجب: كُتبت للمسرح الجامعي، وأخرجها سمعان العاني.[11]
- ثلاثي النكد.[12]
- الجراد.[13]
- للسعوديين فقط (1991م). تأليف: ماضي الماضي.